# Randy Katana
Randy Katana je nizozemski  DJ. 

## Odabrani albumi(CD-ovi)
- Face The Mastermind (1992)- Music Man Records (kao Phantom)
- Erotmania (1993)- Airplay Records (kao Katana)
- Feels Like Magic (1993)- Jinx Records (kao Katana)
- In Silence (2004)- Spinnin' Records
- Fancy Fair '05 (2005)- Spinnin' Records
- Play It Louder (2005)- Spinnin' Records
- Pleasure Island (2006)- Spinnin' Records

## Remixi
- Abel Ramos - Aquarius (Randy Katana Mix)
- Abel Ramos - Atasco (Randy Katana Remix)
- Bodyrox - Yeah Yeah (Randy Katana Edit)
- Cypernetix - Omniscience (Phantom Remix)
- DJ Albert & Precision - Say Yes (Katana Remix)
- DJ Chrome - Who's Crying Now (The Phantom's Crazy Edit)
- DJ Danjo & Rob Styles - Witness (Katana Remix)
- DJ Sammy - L'bby Haba (Randy Katana Remix)
- Drax & Scott Mac - Angel (Katana Remix)
- Goldenscan - Of Our Times (Katana's 'Randy Katana' Remix)
- In - Musika (Katana Remix)
- Katana - Feels Like Magic (The Remix)
- Misjahroon - Turn Me On (Phantom Remix)
- PG2 - Trance Central (Randy Katana Mix)
- R.V.D.B. - Access (Randy Katana Mix)
- Signum - Cura Me (Katana Remix)
- Viframa - Cristalle (Intro Remix)
- Viframa - Cristalle (Katana feat. Precision Remix)

## Vanjske poveznice
- Službena stranica